# Ove Urban Bohlin
Ove Urban Bohlin, född 1 december 1928 i Ludvika, död 24 mars 1974 i Stockholm, var en svensk silversmed.
Ove Urban Bohlin var verksam i Stockholm och samarbetade i slutet av 1950-talet med Bengt Liljedahl. Han utförde skulpturala smycken med stenar placerade på höga ståndare och corpusarbeten i kraftfull stil. Bohlin är gravsatt i minneslunden på Gamla kyrkogården i Ludvika.